# Deposizione (Carlo Crivelli)
La Deposizione è un dipinto a tempera e oro su tavola (68x45 cm) di Carlo Crivelli, databile al 1472 e conservato nel Philadelphia Museum of Art. Faceva probabilmente parte del Polittico del 1472.

## Storia
Il polittico, probabilmente in origine nella chiesa di San Domenico a Fermo, venne smembrato poco prima del 1834, e disperso sul mercato. La Deposizione , o più propriamente una Pietà, formava la cuspice centrale e non è sicuramente ascrivibile al polittico, ma l'associazione si basa sulle similarità nelle misure e nel trattamento dello sfondo dei pannelli del registro principale. Il pannello si trovò dal 1902 nella collezione Johnson, oggi esposta nel museo di Filadelfia.

## Descrizione e stile
Nelle numerose varianti della Pietà dipinte da Crivelli come cuspidi dei suoi polittici, questa si distingue per la drammaticità molto marcata, ottenuta  con le disperate espressioni degli angeli che sorreggono il Cristo, con l'abbandono e il pallore della morte, e con la messa in evidenza delle ferite del martirio (in primo piano penzola la mano forata, la ferita sul costato mostra con molta chiarezza il varco aperto nella pelle staccata) e dell'acume delle spine dei rovi intrecciati sulla testa.
Tipico di Crivelli è combinare questi aspetti patetici, portati all'esasperazione, con uno sfarzo decorativo abbagliante, qui rappresentato dall'abbacinante sfondo d'oro lavorato, dalla ricchezza del marmo del sarcofago alla base o dal drappo in velluto rosso elegantemente damascato.